# روشنک عجمیان
روشنک عجمیان (زادهٔ ۲۰ بهمن ۱۳۵۵) بازیگر ایرانی است. او کار در تئاتر را با کلاس‌های بازیگری از سال ۱۳۷۲ شروع کرد و اولین کار تصویری او در همان سال بود. عجمیان در سال ۱۳۸۱ نیز با برنامه چشم‌انداز اولین کار خود را به عنوان مجری تجربه کرد.

## زندگی
روشنک عجمیان در ۲۰ بهمن ۱۳۵۵ در تهران به دنیا آمد. او دورهٔ کودکی را در محله‌های تجریش، دارآباد و دزاشیب گذراند. نخستین کار حرفه‌ای او در سریال گوهر کمال ساختهٔ عباس رنجبر در سال ۱۳۷۶ بود.
عجمیان در دوره کارشناسی رشته بازیگری را انتخاب کرد و در دوره فوق کارشناسی رشته کارگردانی تئاتر را برگزید.

## فیلم‌شناسی

### سینما[۳]
| سال  | نام فیلم              | کارگردان         | نقش        |
| ---- | --------------------- | ---------------- | ---------- |
| ۱۳۹۹ | قطع فوری              | مریم بحرالعلومی  |            |
| ۱۳۹۵ | این زن حقش را می‌خواهد | محسن توکلی       |            |
| ۱۳۹۴ | عشق نیکان             | فرناز امینی      |            |
| ۱۳۹۲ | نفوذ                  | آرش تیمور نژاد   |            |
| ۱۳۸۷ | سوگند                 | شاپور قریب       | دوست سوگند |
| ۱۳۸۷ | کارناوال مرگ          | رضا اعظمیان      |            |
| ۱۳۸۷ | یک اشتباه کوچولو      | محسن دامادی      | زن همسایه  |
| ۱۳۸۷ | کتاب قانون            | مازیار میری      | میمنت      |
| ۱۳۸۴ | ابراهیم خلیل‌الله      | محمدرضا ورزی     | هاجر       |
| ۱۳۸۱ | عشق فیلم              | ابراهیم وحیدزاده | منشی       |

### تلویزیون
| سال       | نام سریال           | کارگردان                                 | توضیحات                 |
| --------- | ------------------- | ---------------------------------------- | ----------------------- |
| ۱۳۹۵      | شهرک جیم            | علی شب خیز                               | شبکه ۳                  |
| ۱۳۹۴      | شهر من شیراز        | محمد بنایی                               | شبکه ۲                  |
| ۱۳۹۴      | حالت خاص            | افشین اربابی                             | بازیگر مهمان شبکه نسیم  |
| ۱۳۹۲      | لبخند خدا           | سیدمجید موسویان شبکه ۳                   |                         |
| ۱۳۹۱      | بال‌های خیس          | عباس رنجبر                               | شبکه ۱                  |
| ۱۳۹۱      | سایه روشن           | یوسف طاهریان                             | شبکه ۱                  |
| ۱۳۹۰      | راه در رو           | سعید آقاخانی                             | شبکه ۳ پخش در نوروز     |
| ۱۳۸۹      | تلنگر               | محمد درمنش                               | شبکه ۱                  |
| ۱۳۸۹      | دانی و من (سری سوم) | ارژنگ امیر فضلی                          | شبکه تهران              |
| ۱۳۸۸      | مهمانپذیر سعادت ۲   | کریم سربخش                               |                         |
| ۱۳۸۷      | طلاق در وقت اضافه   | محسن یوسفی                               | شبکه ۳                  |
| ۱۳۸۷      | کارآگاهان           | حمید لبخنده                              | شبکه ۳ ۱۸ قسمت          |
| ۱۳۸۶      | پاتوق               | شاهین باباپور                            |                         |
| ۱۳۸۶      | مرد هزار چهره       | مهران مدیری                              | شبکه ۳ پخش در نوروز ۸۷  |
| ۱۳۸۶      | یک وجب خاک          | علی عبدالعلی زاده                        | شبکه ۳ پخش در ماه رمضان |
| ۱۳۸۵      | پنجره               | وحید حسینی                               |                         |
| ۱۳۸۴      | یک و نیم هفته       | سید جواد رضویان                          |                         |
| ۱۳۸۴–۱۳۸۳ | پیله‌های پرواز       | حسین سهیلی زاده                          | شبکه ۲                  |
| ۱۳۸۳      | هتل پاپلی           | تقی رنجبر                                | شبکه ۱                  |
| ۱۳۸۳      | جایزه بزرگ          | مهران مدیری                              | شبکه ۳ پخش در نوروز ۸۴  |
| ۱۳۸۳      | بابای خجالتی        | شاپور قریب                               | شبکه ۱                  |
| ۱۳۸۲      | کوچه اقاقیا         | رضا عطاران                               | شبکه تهران              |
| ۱۳۸۲      | داغ عشق             | مهدی لباف                                |                         |
| ۱۳۸۱      | معما                | محمدرضا آهنجمسعود آب پرورحسین قاسمی جامی | شبکه ۲                  |
| ۱۳۸۱      | آتیه                | ارژنگ امیر فضلی                          |                         |
| ۱۳۸۰      | لحظه قاصدک          | ایرج حبشی                                | شبکه ۲                  |
| ۱۳۷۸      | کاشانه              | قاسم جعفری                               | شبکه ۳                  |
| ۱۳۷۷      | گوهر کمال           | عباس رنجبر                               | شبکه ۱                  |

### مجری گری تلویزیون
عجمیان در زمینه مجری‌گری، اجرای سه مسابقه پلکان (سال ۸۵)، همسران (سال ۸۸)، چهار در چهار (سال ۹۰)، و همچنین برنامه‌های چشم‌انداز و جام جم در جام در شبکه جام جم و برنامه فرصت برابر را در شبکه آموزش و برنامه ۱۰ شب در شبکه نسیم و برنامه دست پختهای خودمونی در شبکه دو سیما را بر عهده داشته است.